# Herman Paus

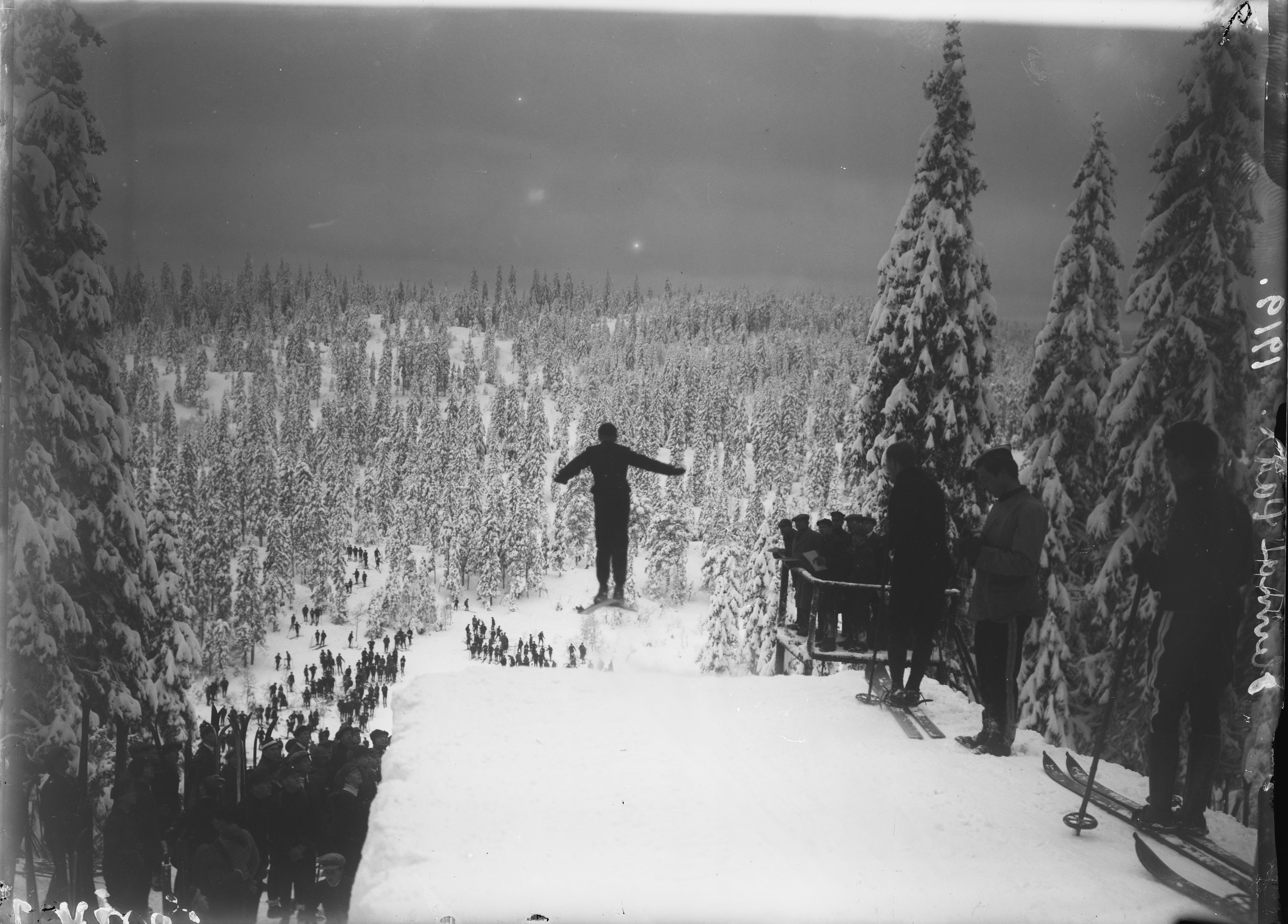
Herman Paus, 1919

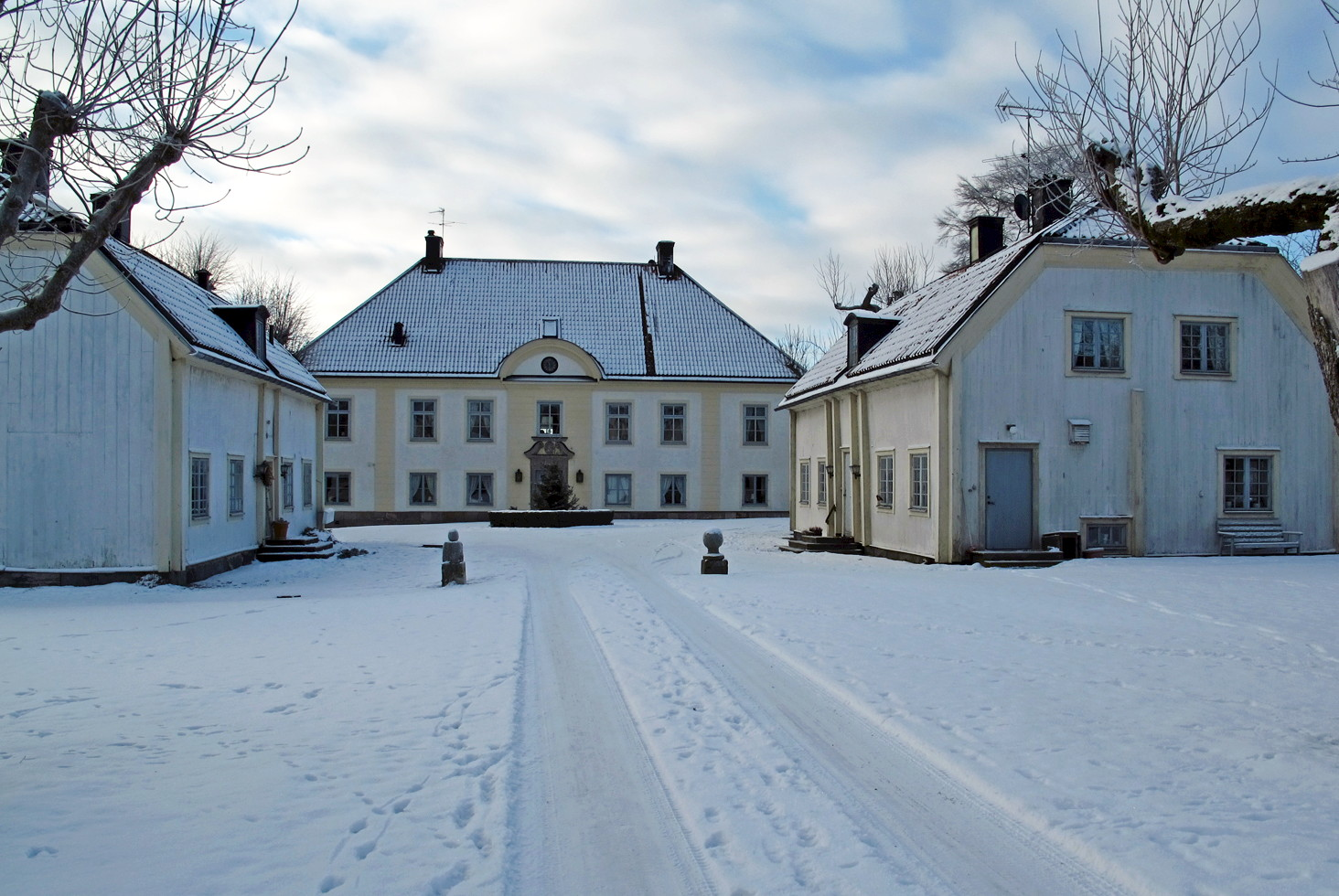
Gut Herresta

Herman Christopher Paus (* 4. Mai 1897 in Christiania; † 11. März 1983 auf Herresta in Strängnäs) war ein norwegisch-schwedischer Skispringer und Gutsbesitzer, der in den 1910er- und 1920er-Jahren zu den Pionieren des Skispringens und der Nordischen Kombination gehörte. Zwischen 1916 und den 1920er-Jahren nahm er an zahlreichen Skiwettbewerben in Skandinavien teil. Er erhielt 1926 das Lyn-Ehrenabzeichen zusammen mit u. a. Kronprinz Olav.
Er war ein Sohn des Ingenieurs und Stahlindustriellen Karl L. Paus (1856–1953), Miteigentümer eines großen Stahlunternehmens in Christiania. Sein Vater war Sohn von Christopher Blom Paus und ein Vetter von Henrik Ibsen. Herman war damit ein Cousin zweiten Grades des Premierministers Sigurd Ibsen.
Um das Jahr 1920 zog er nach Schweden und kaufte 1938 das Gut Herresta nahe Stockholm von seinem Verwandten, dem Grafen Christopher Tostrup Paus. 1940 heiratete er  Leo Tolstois Enkelin Gräfin Tatiana („Tanja“) Tolstoy-Paus (* 1914 auf Jasnaja Poljana). Sie hatten vier Kinder; ihre Tochter Tatiana Paus ist eine enge Freundin des schwedischen Königspaares.